# 交代多重線型形式
多重線型代数における交代多重線型形式（こうたいたじゅうせんけいけいしき、英: alternating multilinear form）、多重線型交代形式 (multilinear alternating form) または反対称多重線型形式 (antisymmertic multilinear form) は、どの二つの変数でも一致するとき値が零となるような多重線型形式を言う。まぎれの虞が無いならば短く、交代形式や反対称形式などともいう。
線型代数学における行列の行列式や、微分幾何学における微分形式は多重線型交代形式の重要な例である。

## 定義
体 K 上のベクトル空間 V 上で定義された多重線型形式 f が交代的 (alternating) あるいは反対称 (antisymmetry) とは、追加の性質（反対称性）: {\displaystyle f(x_{\sigma (1)},\ldots ,x_{\sigma (k)})=\operatorname {sgn}(\sigma )f(x_{1},\ldots ,x_{k})} を満たすときに言う。ただし、σ は集合 {1, …, n} 上の置換で、sgn(σ) は置換の符号（偶置換のとき +1, 奇置換のとき −1）とする。帰結として、交代多重線型形式はその任意のふたつの引数の入れ替えに関して反対称: すなわち、互換 σ ≔ (p, q) に対して {\displaystyle f(x_{1},\ldots ,x_{p},\ldots ,x_{q},\ldots ,x_{k})=-f(x_{1},\ldots ,x_{q},\ldots ,x_{p},\ldots ,x_{k})} となることが従う。さらに K の標数が 2 でないと仮定すれば、反対称性の式で {\displaystyle x_{p}=x_{q}=x} と置くことにより、交代性: {\displaystyle f(x_{1},\ldots ,x,\ldots ,x,\ldots ,x_{k})=0} が従う。文献によっては、最後の条件を交代形式の定義にもちいるものもあることに注意する。交代的ならば反対称であることは常にいえるが、既に述べたように、標数が 2 のときには逆は言えないので注意が必要である。
V 上の k-重線型交代形式は（特に係数体が R のとき）、k-階の多重余ベクトル (multicovector of degree k) または k-重余ベクトル（あるいは短く k-余ベクトル; k-covector）と呼ばれ、k-重線型交代形式全体の成すベクトル空間を共変テンソルの空間 {\displaystyle {\mathcal {T}}_{k}(V)} の部分空間と見なすとき、一般には {\displaystyle {\mathcal {A}}^{k}(V)} あるいはそれと同型な k-次外冪の記法で {\textstyle \bigwedge ^{k}V^{*}}（V* は V の双対空間）などと書く。線型汎函数（多重線型 1-形式）は自明に交代的であるから {\displaystyle {\mathcal {A}}^{1}(V)={\mathcal {T}}_{1}(V)=V^{*}} であり、また 0-形式はスカラーのことと約束することにより {\displaystyle {\mathcal {A}}^{0}(V)={\mathcal {T}}_{0}(V)=\mathbb {R} } であることに注意する。

## 楔積
交代多重線型形式のテンソル積は一般にはもはや交代的とはいえない。しかし、テンソル積に任意の置換を施して、置換の符号を重みとして足し合わせることにより、多重余ベクトルの楔積（ウェッジ積）または外積（交代積）∧ が定義できる。すなわち {\textstyle f\in {\mathcal {A}}^{k}(V),g\in {\mathcal {A}}^{\ell }(V)} に対して {\textstyle f\wedge g\in {\mathcal {A}}^{k+\ell }(V)} が {\displaystyle (f\wedge g)(v_{1},\ldots ,v_{k+\ell }):={\frac {1}{k!\ell !}}\sum _{\sigma \in S_{k+\ell }}(\operatorname {sgn}(\sigma ))f(v_{\sigma (1)},\ldots ,v_{\sigma (k)})g(v_{\sigma (k+1)},\ldots ,v_{\sigma (k+\ell )})} で与えられる。ここで右辺の和は k + l 元集合上の置換すべてに亙ってとる。この楔積は双線型、結合的で、さらに反交換的（{\textstyle f\in {\mathcal {A}}^{k}(V),g\in {\mathcal {A}}^{\ell }(V)} ならば {\textstyle f\wedge g=(-1)^{k\ell }g\wedge f}）である。 
V の基底を {\textstyle (v_{1},\ldots ,v_{n})} とし、その双対基底を {\textstyle (\phi ^{1},\ldots ,\phi ^{n})} とすれば、楔積の集合 {\displaystyle \phi ^{i_{1}}\wedge \cdots \wedge \phi ^{i_{k}}\qquad (1\leq i_{1}<\dotsb <i_{k}\leq n)} は {\displaystyle {\mathcal {A}}^{k}(V)} の基底を成す。したがって、V が n-次元のとき、{\displaystyle {\mathcal {A}}^{k}(V)} の次元は {\textstyle {\tbinom {n}{k}}={\frac {n!}{(n-k)!\,k!}}} に等しい。

## 注